# كأس ألبانيا 1949
كأس ألبانيا 1949 (بالألبانية: Kupa e Republikës 1949‏) هو موسم من كأس ألبانيا. أشرف على تنظيمه اتحاد ألبانيا لكرة القدم، وفاز فيه بارتيزاني تيرانا.